# Bernger von Horheim
Bernger von Horheim war ein Minnesänger, der vermutlich gegen Ende des  12. Jahrhunderts wirkte. Er ist ein Vertreter des rheinischen Minnesangs und wird der Hausenschule um Friedrich von Hausen zugeordnet.

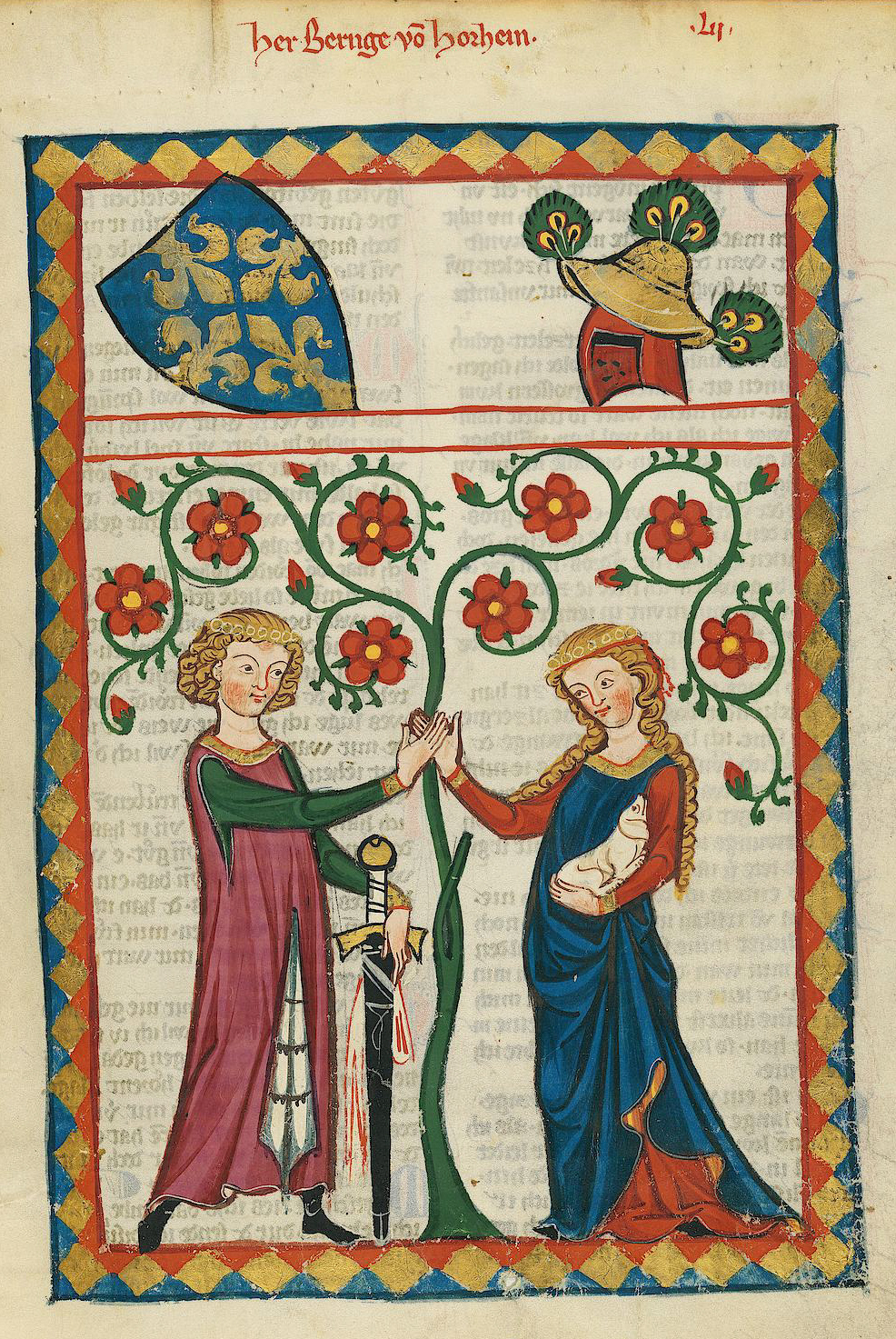
„Bernger von Horheim“ (Codex Manesse, Anfang 14. Jahrhundert)

## Leben
Die Datierung Berngers fällt schwer, da er in nur zwei oberitalienischen Urkunden Philipps von Schwaben bezeugt wird. Die frühere Urkunde nennt einen ‚Berengius de Orehem‘ im Januar 1196 in Gonzaga. Die spätere erwähnt einen ‚Berlengerius de Oreim‘ am 3. Mai 1196 in Arezzo.  Graf Gottfried von Vaihingen wird ebenso in diesen beiden Urkunden genannt und daher nimmt die Forschung an, dass Bernger zu diesem in einer besonderen Verbindung gestanden haben könnte. Man darf davon ausgehen, dass die Familie ‚von Horheim‘ in einem Dienstverhältnis zu den Grafen ‚von Vaihingen‘ stand, nachweisbar ist dies aber nicht.  Sehr wohl belegt ist das Geschlecht von Horheim im bayrischen und württembergischen Gebiet, dem Bernger von der Forschung zugeordnet wird.

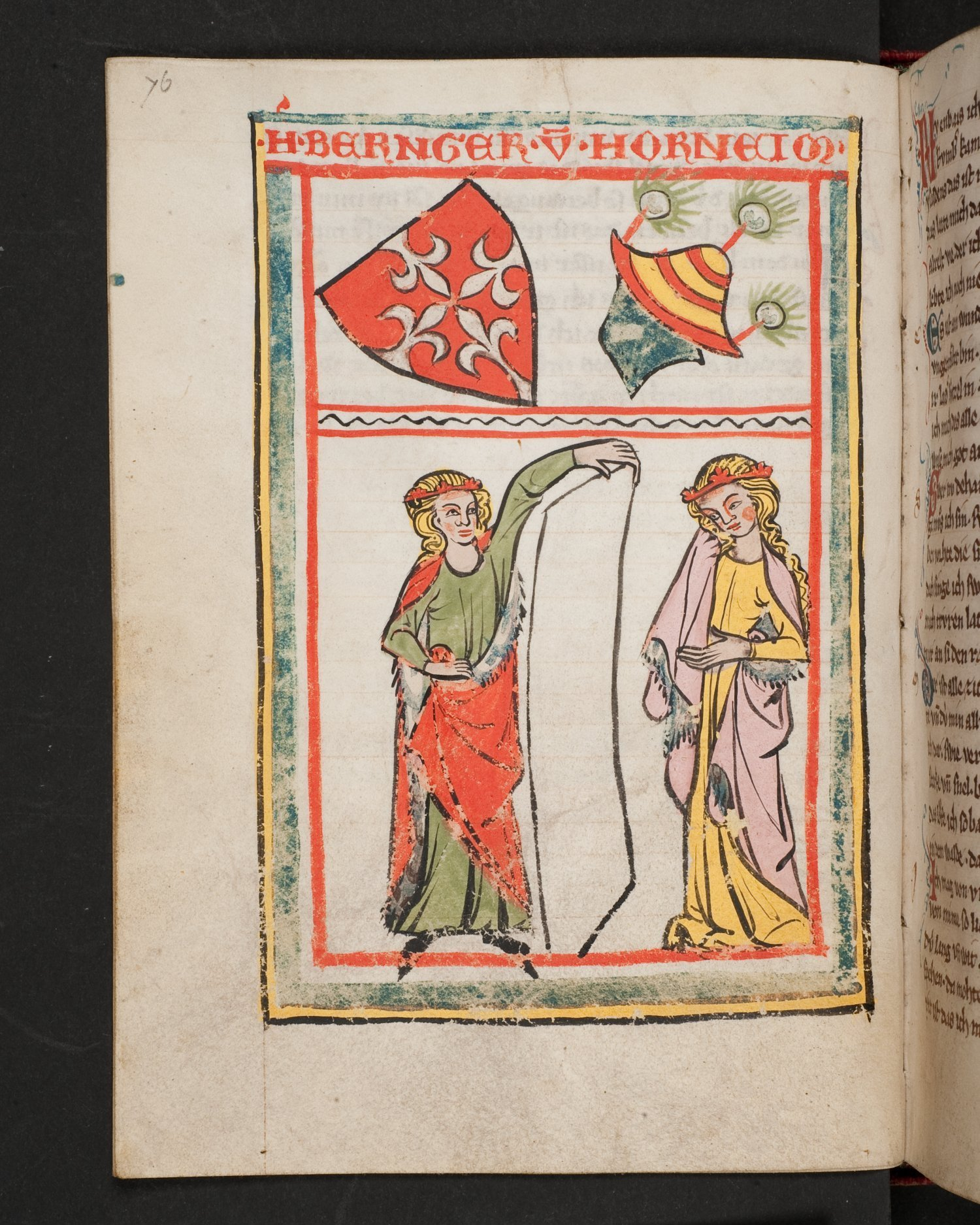
Miniatur Berngers in der Weingartner Liederhandschrift

Umstritten ist außerdem die Annahme, dass Lied IV (MF 114,21), das als Ritterklage bezeichnet wird, als Lebenszeugnis gelte, in welchem Bernger von einer Heerfahrt nach Apulien nach dem Tod des Königs berichtet. Dies kann sich auf den Tod König Wilhelms II. von Sizilien im Jahre 1189 beziehen oder aber auch auf den Tod Tankreds von Lecce von Sizilien 1194.  Jedoch ist die Beteiligung am Apulienzug Heinrichs VI. weder für Bernger noch für Vaihingen nachweisbar. Letzterer wird mehrfach im Umfeld Heinrichs VI. bezeugt, was die Nähe Berngers zum Stauferhof erklären könnte. In Verbindung zu diesem sieht die Forschung Bernger als einen Ministerialen.  Dies dürfte die literarische Beziehung zu Friedrich von Hausen begünstigt haben, die er dort wohl ebenso mit Bligger von Steinach pflegte.
Eine ältere Forschungsmeinung hingegen siedelt das Ereignis rund um den Tod eines Königs und die darauffolgende Heerfahrt ca. 60 Jahre später an. Es wird behauptet, dass es sich bei besagtem König um Konrad IV. handle, der 1254 plötzlich in Neapel verstarb. Infolgedessen werden die Kämpfe um Konradins Erbe zwischen Manfred und Alexander IV. ausgetragen und dieser Kampf habe Bernger dazu veranlasst, Lied IV zu verfassen.
Eine eindeutige Herkunft Berngers kann nicht bestimmt werden, wird aber im rheinfränkischen oder schwäbischen Raum vermutet. Während ein Teil der Forschung aufgrund der Vermutung des Dienstverhältnisses eine Heimat in Horrheim bei Vaihingen an der Enz präferiert, zieht ein anderer Teil aus sprachlichen Gründen Horheim (heute Harheim bei Frankfurt) in Betracht.
Da weitere Zeugnisse zu Bernger fehlen, nimmt die aktuelle Forschung an, dass er unter Berücksichtigung der aus dieser Zeit reichlich stammenden Urkunden aus dem süddeutschen Raum, kurz nach den urkundlichen Nennungen in jungen Jahren verstorben sein dürfte.  Wenn man jedoch davon ausgeht, dass Lied IV den Tod Konrads behandelt, müsste Bernger noch rund 60 Jahre länger bis in die Mitte des 13. Jahrhunderts gelebt haben. Der spätere Zeitrahmen würde den Stil Berngers erklären, wohingegen derselbe gegen Ende des 12. Jahrhunderts außergewöhnlich und zukunftsweisend erscheint. Da nur sechs Lieder unter dem Namen Bernger überliefert sind, ist es schwer, seine Genialität an diesen festzumachen und zu erklären. Nichtsdestotrotz zeigt sich im Wenigen, das überliefert ist, sein hohes formales Können. (vgl. Abschnitt zu ‚Lügenlied‘)

## Überlieferung und Beschreibung der Miniaturen

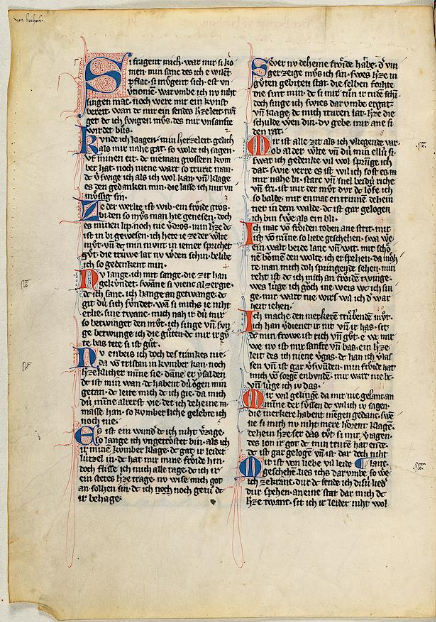
Die erste Seite von Berngers Liedern im Codex Manesse

In Handschrift C, der Manessischen Liederhandschrift, sind unter dem Namen Bernger von Horheim sechs Lieder mit siebzehn Strophen überliefert. Die Handschrift B, die Weingartner Liederhandschrift, enthält hingegen nur dreizehn Strophen. Die ersten vier Strophen von Handschrift C, die Lieder V und VI, fehlen in Handschrift B. Da letztere die ältere Handschrift ist, wird generell angenommen, dass in der jüngeren bei einigen Dichtern Lieder hinzugefügt worden sind.
Neben der Strophenanzahl unterscheiden sich auch die Miniaturen in den jeweiligen Handschriften, die wohl dasselbe Vorbild gehabt haben, dennoch aber bei einigen Motiven gewisse Unterschiede zeigen. Daher kann ausgeschlossen werden, dass der Codex Manesse das ältere Bild der Handschrift B einfach übernommen hat.
Die Miniatur in Handschrift C zeigt einen Mann und eine Frau, die einander in feierlicher Haltung vor einem Rosenbaum die Hand reichen. Die Gebärde der Handreichung stellt einen Vertragsritus dar und wird als Ausdruck des Treuegelöbnisses auf Minnedarstellungen interpretiert. Die Zentrierung der die beiden Figuren verbindenden Gebärde hebt dies hervor. Zusätzlich weist diese feierliche Haltung auf einen älteren Typus des Verfasserbildes in der Handschrift hin.  Der Hut, der Hund, der Kranz, das Schwert und die Raffung der Kleider sind Zeichen von Herrschaft und Reichtum. Der Helm, der unter dem Hut teilweise verborgen ist, steht für Ritterschaft. Dies könnte ein Hinweis für Berngers Dienstverhältnis zu Vaihingen, die Heerfahrt nach Apulien oder seinen Status des Ministerialen sein. Daher ist es nicht auszuschließen, dass Bernger diesen innehatte. Die Rose gilt als Inbegriff der Minne, wobei die Benutzung einer roten Rose ‚ir vollenkumene minne‘  [ihre vollkommene Minne] bedeutet. Das Wappen bildet vier goldene Schwertlilien auf blauem Hintergrund ab, die ein Sinnbild der Reinheit und Unschuld sind.
Die Miniatur in der Weingartner Liederhandschrift zeigt ebenso einen Mann und eine Frau. Jedoch gibt es in dieser Abbildung kein verbindendes Element. Die Frau wird vom Mann durch eine Schriftrolle getrennt, welche den Mittelpunkt einnimmt. In dieser Miniatur wird ebenfalls Reichtum und Herrschaft durch den Helm, den Hut, den Kranz sowie der Kleidung, welche mit Hermelinfell ausgestattet ist, ausgedrückt. In dieser finden wir dasselbe Wappen, das sich nur in den Farben unterscheidet. Hier sind die Lilien silbern bzw. weiß und kontrastieren zum roten Hintergrund des Wappens.

## Werke (Auswahl)
Berngers Lieder werden dem rheinischen Minnesang unter Friedrich von Hausen zugeordnet. Kennzeichen davon sind u. a. Mehrstrophigkeit, die Form der Kanzonenstrophe, ein differenziertes Reimschema und Kontrafakturen. Mögliche Kontrafakturen sind in vier Liedern Berngers nachzuvollziehen: Lied I nach Chrétien de Troyes, Lied II nach Bertran de Born, Lied IV nach Conon de Béthune, Lied VI nach Gace Brulé.  Seine Lieder sind hauptsächlich Minneklagen, die monologisch die vergebliche Werbebemühung des männlichen lyrischen Ichs darlegen. Als originelle Leistung gilt sein sogenanntes „Lügenlied“ (Lied II).

### „Lügenlied“Mir ist alle zît, als ich vliegende var
1. Mir ist alle zît, als ich vliegende var

  ob al der welte und diu mîn alliu sî.

swar ich gedenke, vil wol sprunge ich dar.

  swie verre ez ist, wil ich, sô ist ez mir nâhe bî.

  Starke unde snel, beidiu rîch unde vrî

   ist mir der muot: dur daz loufe ich sô balde;

   mir enmac entrinnen dehein tier in dem walde –

  daz ist gar gelogen: ich bin swaere als ein blî.

2. Ich mac von vröiden toben âne strît:

mir ist von minne sô liebe geschehen.

 swâ waere ein walt beidiu lanc unde wît,

  mit schoenen boumen, den wolte ich erspehen;

  Dâ mohte man mich doch springende sehen.

   mîn reht ist, daz ich mich an vröiden twinge.

   wes liuge ich gouch? ich enweiz, waz ich singe.

  mir wart nie wirs, wil ich der wârheit jehen.

3. Ich mache den merkaeren truoben den muot.

ich hân verdienet ir nît und ir haz,

 sît daz mîn vrowe ist sô rîche unde guot.

  ê was mir wê, nu ist mir sanft unde baz

  Ein herzeleit, des ich niene vergaz,

   daz hân ich verlâzen und ist gar verwunden.

   mîn vröide hât mich von sorgen enbunden:

  mir wart nie baz – unde liuge ich iu daz.

4. Mir wil gelingen, dâ mir nie gelanc,

an minne der süezen, daz wil ich iu sagen.

 die merkaere habent mengen gedanc,

  swenne sî mich nu niht mêre hoerent klagen

  Dehein herze sêr. daz tuot sî mir verjagen.

  […………………………………………..]

   des lône ir got, daz mîn trûren hât ende –

 daz ist gar gelogen, und ist dar doch niht lanc.
1. Mir ist allzeit, als ob ich fliegend dahinziehe

 über alle Welt und sie ganz mein sei.

 Wohin ich meine Gedanken richte, - sehr leicht spränge ich [dorthin],

wie ferne es auch ist, - will ich, so ist es mir nahe.

Stark und kühn, sowohl edel als auch frei

ist mir der Sinn, deshalb laufe ich so schnell,

mir kann kein Tier entrinnen im Wald.

Das ist gar gelogen, ich bin schwer wie Blei.

2. Ich kann unstreitig vor Freude rasen,

mir ist durch die Minne so Liebes zuteil geworden.

Wenn irgendwo ein Wald wäre, groß und weit,

mit schönen Bäumen, den wollte ich ausspähen,

dort könnte man mich dann herumspringen sehen.

Mir steht es zu, daß ich nach Freuden dränge.

Weshalb lüge ich Narr, ich weiß nicht, was ich singe.

Mir ward nie elender, will ich die Wahrheit gestehen.

3. Ich mache den Aufpassern den Sinn verwirrt,

ich habe ihre Mißgunst und ihren Haß verdient,

da meine Herrin so reich und gut ist.

Vordem war mir elend, nun ist mir wohl und besser:

ein Herzeleid, das ich niemals vergaß,

das habe ich hinter mir gelassen, und es ist ganz überwunden.

Meine Freude hat mich von Sorgen entbunden.

Mir ward nie wohler, aber ich lüge euch das vor.

4. Ich werde Erfolg haben, wo ich nie Erfolg hatte:

in der Liebe der Süßen, das will ich euch sagen.

Die Aufpasser machen sich mancherlei Gedanken,

wenn sie mich nun nicht mehr klagen hören.

Jedwedes Herzeleid, das wird sie mir verjagen.

[………………………………………………..]

Das lohne ihr Gott, daß mein Trauern ein Ende hat.

Das ist gar gelogen, und doch ist es dahin nicht weit.

#### Analyse und Interpretation
Wie für den rheinischen Minnesang typisch, ist dieses Lied in einer Kanzonenstrophe verfasst und hat die Form eines daktylischen Vierhebers. Zum einen verweist dieses Reimschema auf die Zugehörigkeit zur Hausenschule, zum anderen auf das romanische Vorbild sowie die Möglichkeit einer Kontrafaktur.  Die Anzahl der Strophen ist eher ungewöhnlich für ein Minnelied, da ein solches meist drei und nicht vier Strophen enthält. Des Weiteren zählt die letzte Strophe nur sieben anstatt acht Zeilen, weswegen die Forschung lange Zeit davon ausging, dass die letzte Strophe unecht sei und nicht von Bernger stamme.  Dem steht aber entgegen, dass alle Strophen durch Anaphern und Parallelismen verbunden sind. Die jeweils erste und letzte Zeile einer Strophe ist syntaktisch gleich bzw. sehr ähnlich gestaltet. Es scheint, als würden sie parallel zueinander sein und diese Parallelität verbindet die einzelnen Strophen untereinander. Auch inhaltlich steht die letzte Strophe in Zusammenhang mit den restlichen und nur durch diese bekommt das Lied seinen eigenen, besonderen Charakter, weil sie die Öffnung einer weiteren Dimension ermöglicht.
Bernger beschreibt mit diesem Lied die paradoxe Situation des Minnesängers und übt Kritik an der Minnelyrik sowie der klassischen Situation des Minnesangs. Mithilfe von ‚Lügensignalen‘, z. B. Erzählerkommentare, Adynata oder anderen Topoi, relativiert Bernger die zuvor getätigten fantastischen Aussagen.  Diese Kommentare können auch als Reflexionsebene des Sängers gedeutet werden. Damit wird der Wirklichkeitsgehalt der Minne in Frage gestellt. Das Lügenlied soll eine Anleitung für das Verstehen der Dichtung für die Leserschaft bzw. die Hörer darstellen und eine didaktische Funktion haben. Durch die Verwendung von Lügensignalen wird das Publikum direkt darauf hingewiesen, dass es sich bei den Aussagen im Lied um Unwahrheiten handelt. Das Lied als ‚Lügenlied‘ zu bezeichnen, ist allerdings irreführend, da es keine eigentliche Lügendichtung ist. Die ‚Lügensignale‘ verdeutlichen lediglich die paradoxe Situation des Minnesängers und sollen so auf die Verwerfung und die inneren Widersprüche der Hohen Minne hinweisen.
Die ersten drei Strophen folgen thematisch der Minneklage, doch das Eingestehen, dass alles bereits Gesagte nur gelogen ist, kennt man von Minneklagen nicht. Diese Novität führt Bernger ein. Das Begehren des lyrischen Ichs bleibt unerfüllt, die besungene Dame weist es zurück. Es wird ein Zustand der Freude vorgespielt, der den inneren Zustand nicht getreu widerspiegelt, und dies wird am Ende der einzelnen Strophen offengelegt. Als besonders interessant erweist sich diesbezüglich die letzte Zeile des Lieds. Das lyrische Ich spricht nämlich davon, dass es gelogen ist, dass sein trûren (nhd. Trauern bzw. Traurigkeit) ein Ende haben werde. Die Aussage wird revidiert und es folgt die typische Situation des Minnesangs: Das lyrische Ich wird von der Dame abgewiesen. Doch auf diese Aussage folgt und ist dar doch niht lanc und dies trägt etwas Hoffnungsvolles und Erfüllendes in sich. Es bleibt offen, ob sich das Glück doch noch vollenden wird und somit keine klassische Situation des Minnesangs gegeben ist. Anstatt einer einseitigen Liebe ist nun eine beidseitige denkbar. Wenn man davon ausgeht, dass Bernger um 1200 gestorben ist, deutet er auf etwas hin, das erst später kommen soll – die ebene Minne – und zeigt damit sein besonderes Gespür für die Sprache. Die Dekonstruktion des Glücks wird umgekehrt und in der Distanz wird keine Vollendung, sondern vielmehr eine Abschwächung der Liebe gesehen. Bernger verstößt mit Lied II gegen die Minneregeln, da die letzte Zeile des Lieds der Liebe nicht eindeutig entsagt und es zu einer Erfüllung dieser kommen kann. Damit schafft Bernger eine neue, provokative und mehrdimensionale Variante des Lieds, welche später auch von Tannhäuser, Reinmar von Zweter und Der Marner aufgegriffen wurde.

### Lied VI
Nu lange ich mit sange  die zît hân gekündet.

swanne si vie,  al zergie, daz ich sanc.

ich hange an getwange,  daz gît,  diu sich sündet.

wan si michs ie niht erlie, sine twanc

mich nâch ir,  diu mir  sô betwinget den muot.

ich singe unde sunge,  betwunge ich die guoten,

daz mir ir güete baz tete. si ist guot.

#### Übersetzung von Helmut Brackert
Nun habe ich lange mit Gesang den Sommer angekündigt,

Sobald er begann, zerging alles, was ich besang.

Ich bin in Not, in die mich die gebracht hat, die sich versündigt.

Denn sie ließ nie davon ab, mich

zu sich hinzuziehen, sie, die mir so den Kopf verwirrt.

Ich singe und sang. Bezwänge ich doch die Güte,

damit mir ihre Liebe wohl täte. Denn sie ist gut.

#### Analyse
Berngers Lieder zeigen ihn nicht nur als einen Meister der Form, besonders Lied VI hebt seine Innovativität und Kreativität gegen Ende des 12. Jahrhunderts hervor. Dieses beinhaltet nämlich spätere Entwicklungen des Minnesangs, die erst Mitte des 13. Jahrhunderts von den Minnesängern aufgegriffen werden. Es ist von Binnenreimen und verbalen Verknüpfungen durch verschiedene Wortformen, die Wörter semantisch verbinden, gekennzeichnet.  Geht man also davon aus, dass Bernger kurz nach 1196 gestorben ist, zeigt dieses Lied seine Kreativität, Neugierde und den Mut, den er aufbrachte, um mit der Sprache zu experimentieren.

## Ausgaben
- Hugo Moser, Helmut Tervooren (Bearb.): Des Minnesangs Frühling. 38., erneut revidierte Auflage. Stuttgart 1988, ISBN 3-7776-0448-8
- Günther Schweikle: Mittelhochdeutsche Minnelyrik I. Frühe Minnelyrik. Texte und Übertragungen, Einführung und Kommentar. Darmstadt 1977, ISBN 3-534-04746-X, S. 272–283 und 516–523.
- Deutsche Lyrik des frühen und hohen Mittelalters. Edition der Texte und Kommentare von Ingrid Kasten. Übersetzung von Margherita Kuhn. Frankfurt/Main: Deutscher Klassiker Verlag 1995. (= Bibliothek des Mittelalters. 3. Bibliothek deutscher Klassiker. 129.)
- Minnesang. Mittelhochdeutsche Liebeslieder. Eine Auswahl. Mittelhochdeutsch/Neuhochdeutsch. Herausgegeben, übersetzt u. kommentiert v. Dorothea Klein. Stuttgart: Reclam 2010. (= Reclams Universal-Bibliothek. 18781.)